# De tomatenbrigade
De tomatenbrigade is een  stripverhaal uit de reeks van Jerom.

## Locaties
- Theater, Morotari-burcht, Etéjofije, paleis van sultan Sallas, kamp in de woestijn.

## Personages
- Jerom, tante Sidonia, professor Barabas, Jenny en Petty (zangeressen), presentator, tomatenbrigade, agenten, publiek, president Arthur, leden van Morotari, jongetje, paleiswachters, sultan Sallas.

## Het verhaal
Tante Sidonia bezoekt een voorstelling ten voordele van Unicef en ziet de tweelingen Jenny en Petty. Ze zijn in staat om met hun gezang planten te laten groeien. De zangeressen worden na de voorstelling ontvoerd door mannen die vermomd zijn als tomaat. Tante Sidonia komt tussenbeide en kan voorkomen dat Jenny ontvoerd wordt, maar Petty wordt in een auto weggevoerd. Tante Sidonia roept de hulp in van Morotari en president Arthur stuurt Jerom op pad. Jerom wordt van zijn atpoommotor geschoten met een tomaat en raakt de ontvoerders kwijt. De tomatenbrigade neemt contact op met Morotari, ze willen dat Jenny naar een verlaten fabriek wordt gebracht. Als dit niet gebeurt, zal Petty worden gedood. Ze willen de zusjes gebruiken voor een groots plan. President Arthur vermoed dat een fabrikant van ingeblikt voedsel achter de ontvoering zit. Jenny gaat vrijwillig naar de fabriek om haar zusje te redden, maar professor Barabas heeft haar een horloge gegeven met afluisterapparatuur. 
Morotari hoort dat de zusjes naar de woestijn in Etéjofije worden gebracht met een vliegtuig. Jerom vertrekt met de atoommotor en redt een jongetje van een krokodil. Het jongetje vertelt dat sultan Sallas zijn paleis heeft voorzien van een vliegveld. Jerom gaat naar het paleis en hoort dat de sultan toestemming heeft gegeven aan de tomatenbrigade om zich in de woestijn te vestigen. Ze zullen tomaten verbouwen en door de stemmen van de meisjes zullen deze snel groeien. De sultan blijkt een magnaat in ingeblikt voedsel en Jerom wordt met een slaapgas in slaap gebracht en in de kerker opgesloten. Jerom kan ontsnappen en gaat op zoek naar het kamp in de woestijn. De tomatenbridgade wil dat de meisjes gaan zingen, maar ze weigeren. Dan dreigt de tomatenbrigade Jerom te doden en ze zingen toch. De net geplante tomaten worden al snel enorm groot en het kanon van de tomatenbrigade wordt overwoekerd. Jerom kan nu veilig landen. De meisjes verliezen hun wonderstem, omdat ze te vaak moesten zingen.
De meisjes worden gevangen gehouden tot de tomaten geoogst zijn. Jerom brengt Morotari op de hoogte vanuit de woestijn en professor Barabas stuurt een raket die ontworpen is om de aanvoerder van de tomaten te vangen. Op de Morotari-burcht wordt de tomaat berecht. Hij wordt gevangen gehouden tot zijn handlangers de hele tomatenoogst hebben binnengehaald en ingeblikt. Het moet ter beschikking gesteld worden als hulp voor ontwikkelingslanden. Jerom neemt Jenny en Penny mee op zijn motor en gaat naar huis.